# Колонијал Парк (Пенсилванија)
Колонијал Парк (енгл. Colonial Park) насељено је место без административног статуса у америчкој савезној држави Пенсилванија.

## Демографија
По попису из 2010. године број становника је 13.229, што је 30 (-0,2%) становника мање него 2000. године.
| Група             | 2000.          | 2010.         |
| Белци             | 10.863 (81,9%) | 9.225 (69,7%) |
| Афроамериканци    | 1.293 (9,8%)   | 2.107 (15,9%) |
| Азијати           | 509 (3,8%)     | 604 (4,6%)    |
| Хиспаноамериканци | 414 (3,1%)     | 1.026 (7,8%)  |
| Укупно            | 13.259         | 13.229        |